# Gynopygoplax circe
Gynopygoplax circe är en insektsart som först beskrevs av Carl Stål 1865.  Gynopygoplax circe ingår i släktet Gynopygoplax och familjen spottstritar. Inga underarter finns listade i Catalogue of Life.